# Victor Heyliger
Victor „Vic“ Heyliger (* 26. September 1919 in Boston, Massachusetts; † 4. Oktober 2006 in Colorado Springs, Colorado) war ein US-amerikanischer Eishockeyspieler (Center) und -trainer sowie Mitglied der United States Hockey Hall of Fame.

## Karriere
Nach drei Spielzeiten an der University of Michigan in der National Collegiate Athletic Association absolvierte Heyliger in der Saison 1937/38 seine erste Profisaison bei den Chicago Black Hawks in der National Hockey League, wobei der US-Amerikaner in sieben NHL-Partien punkt- und straflos blieb. In derselben Spielzeit stand er auch für die St. Paul Saints in der Amateur Hockey Association auf dem Eis. Die folgende Saison verbrachte der Stürmer bei den Detroit Holzbaugh Ford in der Michigan-Ontario Hockey League. Anschließend wurde Heyliger als Eishockeytrainer tätig und betreute bis 1943 in der Funktion als Cheftrainer die Eishockeymannschaft der University of Illinois at Urbana-Champaign.
Im Oktober 1943 kehrte der Angreifer als Free Agent für die Saison 1943/44 zu den Chicago Black Hawks zurück. Insgesamt bestritt der Mittelstürmer 26 NHL-Spiele für die Hawks, wobei er zwei Treffer und drei Torvorlagen verbuchte. Während dieser Zeit agierte Heyliger zumeist an der Seite von Fido Purpur und Johnny Gottselig. Zur folgenden Saison beendete der Center seine aktive Laufbahn endgültig und übernahm ein langfristiges Engagement als Cheftrainer der University of Michigan in der NCAA. 
1961 wurde der US-Amerikaner als Nachfolger von Karl Wild zum Bundestrainer der deutschen Nationalmannschaft ernannt, die er bis zur Weltmeisterschaft 1963 betreute. Hierbei gelang die Qualifikation für die Olympischen Winterspiele 1964 durch einen siebten Platz in der A-Gruppe. Als Cheftrainer der US-amerikanischen Nationalmannschaft stand Heyliger auch bei der Weltmeisterschaft 1966 an der Bande. Später war der US-Amerikaner in derselben Funktion für die Eishockeymannschaft der United States Air Force Academy in der NCAA verantwortlich.
1974 wurde Heyliger mit der Aufnahme in die United States Hockey Hall of Fame geehrt.